# Charles Bradlaugh

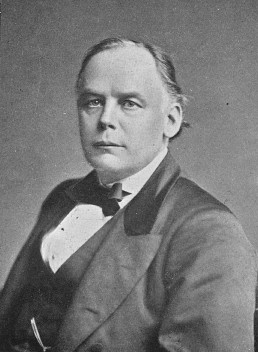
Charles Bradlaugh

Charles Bradlaugh (* 26. September 1833 in London; † 30. Januar 1891 ebenda) war ein britischer Politiker, Autor und Journalist. Er war ein radikaler Freidenker und Säkularist.

## Leben

### Kindheit und Jugend
Bradlaugh wurde in einfachen Verhältnissen als Sohn eines Advokatenschreibers geboren. Mit 12 Jahren wurde er Laufbursche, mit 13 Schreiber auf einem Schiffsladeplatz. In seiner Freizeit begann er, sich durch Lektüre vornehmlich philosophischer Bücher zu bilden und wurde so mit den Schriften der Aufklärer, vor allem Voltaires und Thomas Paines, vertraut. 1850 bis 1853 diente er bei der britischen Kavallerie, versuchte sich anschließend kurzzeitig im Beruf seines Vaters und schlug sich auch als Kohlenhändler und Vertreter für Hosenträger durch.

### Die ersten Jahre
Wegen seiner zunehmend radikalen, auf die absolute Freiheit des Individuums bauenden Überzeugungen, die er freimütig in der Öffentlichkeit äußerte, geriet Bradlaugh immer wieder in Konflikt mit Vorgesetzten und der Obrigkeit. Er hielt Versammlungen ab, disputierte öffentlich, verfasste Schriften (Einige Worte über den Christenglauben) und gehörte bald zu den prominentesten Atheisten und Freidenkern in London. Zunächst schrieb er unter dem Pseudonym Ikonoklast („Bilderstürmer“), ab 1868 unter seinem Geburtsnamen. Daneben bildete er sich laufend autodidaktisch weiter, befasste sich mit Nationalökonomie, Rechtswissenschaft und Geschichte, lernte Französisch, Latein und Griechisch. Eine Erbschaft sicherte ihm dabei die materielle Existenz.

### Wachsender Einfluss
Bradlaugh erreichte erste Bekanntheit durch Vorträge im Stil des Freidenkertums, die er vor Gruppen hielt, die das Verschwinden der Chartisten überlebt hatten und von den Lehren Robert Owens kommend, unter dem Einfluss von George Jacob Holyoake zum Säkularismus geführt wurden. Im Jahr 1858 folgte Bradlaugh als Präsident der London Secular Society Holyoake.
Bradlaugh veröffentlichte bald eine große Zahl von Broschüren, seit den 1860er Jahren auch die radikale Wochenschrift The National Reformer, dessen Koautor er wurde und der sich unter seinem Einfluss Atheismus, Republikanismus und Neo-Malthusianismus (Empfängnisverhütung) widmete.
Während es ihm allmählich gelang, sich durch den Ertrag seiner schriftstellerischen Tätigkeit zu ernähren, wuchs sein Einfluss in den radikalen Kreisen Londons – zu dieser Zeit das geistige Zentrum des europäischen Freidenkertums – zunehmend. Im Jahr 1866 ersann und gründete er die National Secular Society und wurde ihr erster Präsident.
Der von Zeitgenossen als charismatische Erscheinung geschilderte Bradlaugh wurde Präsident der Liga der Freidenker, bereiste wiederholt zu propagandistischen Zwecken Italien und Nordamerika, ging 1871 in das politisch aufgewühlte Frankreich, um der Pariser Kommune und der Regierung in Versailles – vergeblich – seine Rolle als Vermittler anzubieten.
Maßgeblich von ihm in Leben und Denken beeinflusst wurde sein Freund und Zeitgenosse James Thomson (Schriftsteller, 1834) (1834–1882).

### Zusammenarbeit mit Annie Besant
Von 1874 bis 1885 arbeitete er eng mit der ihm gleichgesinnten, freundschaftlich verbundenen Frauenrechtlerin und radikalen Freidenkerin Annie Besant zusammen: Im Jahr 1876 wurde ein Händler aus Bristol, der Bücher über Freidenkertum und Pornografie vertrieb, verfolgt und eingesperrt, weil er die als „obszön“ geltende Anleitung Fruits of Philosophy über Geburtenkontrolle des US-Arztes Charles Knowlton verkauft hatte. Dessen Verleger Charles Watts war Redakteur, Drucker und Verleger von Bradlaugh sowie Vater des Gründers der Rationalist Press Association. Selbst festgenommen bekannte Watts sich gegen die Wünsche von Besant und Bradlaugh schuldig. Bradlaugh entließ ihn daraufhin sogar. Besant und Bradlaugh gründeten eine Freethought Publishing Company und verlegten Fruits of Philosophy ihrerseits, woraufhin sie festgenommen, vor Gericht gestellt und zu einer sechsmonatigen Gefängnisstrafe verurteilt wurden. Sie legten jedoch Berufung ein und gewannen aufgrund einer juristischen Formalie. Zwar spaltete dieser Prozess das Freidenkertum, half jedoch dabei, die Größe viktorianischer Familien zu verringern.
Des Weiteren wurde Bradlaugh an die Spitze zweier weiterer von ihm organisierter Vereine gewählt, der National Secular Society und der Land Law Reform League, in denen auch Besant aktiv war.

### Der „Fall Bradlaugh“ und das Unterhaus
Nachdem er zweimal in Prozesse um Produkte seiner verlegerischen Tätigkeit verwickelt war (u. a. Anklage wegen Blasphemie), beide Male aber in höchster Instanz freigesprochen worden war, wurde er im Frühjahr 1880 mit Unterstützung der Whigs und zusammen mit dem Journalisten Henry du Pré Labouchère für Northampton ins britische Unterhaus gewählt. Bradlaugh und Labouchère galten als liberal.
Da er die christlich fundierte Eidesformel ablehnte, beantragten die Konservativen, ihn als Parlamentsmitglied nicht zuzulassen, und setzten im Gegensatz zur liberalen Regierung einen entsprechenden Beschluss durch. Als sich Bradlaugh trotzdem im Unterhaus einfand, um sein Mandat wahrzunehmen, wurde er verhaftet, aber schon am nächsten Tag wieder freigelassen. Der liberale Premierminister William Ewart Gladstone bewirkte zwar einen neuen Beschluss, der es Bradlaugh gestattete, statt des Eides ein religionsunabhängiges „Gelöbnis“ abzulegen; dennoch musste dieser, nachdem per Gerichtsbeschluss jenes Gelöbnis für ungenügend erklärt worden war, aus dem Unterhaus austreten.
Im Jahr 1881 wurde er in Northampton wiedergewählt, aber auf den Antrag von Stafford Northcote, 1. Earl of Iddesleigh, zur Eidesleistung nicht zugelassen und gewaltsam am Betreten des Parlamentsgebäudes gehindert.
Während der nächsten vier Jahre scheiterten alle Versuche Bradlaughs, seinen Eintritt ins Unterhaus zu erzwingen. Gegen den Willen der liberalen Regierung und den der Wählerschaft von Northampton konnte die Mehrheit der Unterhausabgeordneten alljährlich den Bradlaugh von der Eidesleistung ausschließenden Beschluss erneuern.
Während der 1880er Jahre bereiste Bradlaugh rastlos das Land, um säkulare Vorträge zu halten und an Debatten teilzunehmen. In dieser Zeit leistete er dem Gründer und Herausgeber von The Freethinker, George William Foote, bei dessen Verteidigung von Blasphemie Assistenz, allerdings erfolglos.

### Entfremdung von Besant und letzte Jahre
Die freundschaftliche Zusammenarbeit mit Annie Besant war inzwischen längst zerbrochen: Diese hatte sich seit Mitte der 1880er Jahre zunächst unter Einfluss von George Bernard Shaw dem sozialistischen Fabianismus, später der Theosophie Helena Blavatskys zugewandt. Beidem konnte der entschiedene Individualist Bradlaugh wenig abgewinnen.
Das Engagement für die indische Nationalbewegung teilten sie jedoch: 1889 nahm Bradlaugh am Jahreskongress des vier Jahre zuvor gegründeten Indischen Nationalkongress teil, nachdem er bereits in den Vorjahren die indische Nationalbewegung unterstützt hatte. Anders als Besant sympathisierte er jedoch mit einem gegen die britische Krone gerichteten, nichtkooperativen Kurs, wie ihn später Gandhi vertreten und zum Erfolg führen sollte.
Seine letzten Jahre verbrachte der gegen Ende seines Lebens bürgerlich gewordene Charles Bradlaugh zurückgezogen in London. Seine Beerdigung am 30. Januar 1891 wurde zu einem Großereignis mit mehreren tausend Teilnehmern, darunter auch der junge Mohandas Gandhi.

## Werke (Auswahl)
- Anklage des Hauses Braunschweig (7. Aufl.; Zweck: Verwerfung des Erbrechts der regierenden Dynastie)
- Über Besteuerung
- Wahre Volksvertretung
- Warum hungert der Mensch?
- Toryismus von 1770 bis 1879
- Das Land, das Volk und der nahende Kampf
- Autobiography (1873)
- Textbuch des Freidenkers (The free-thinkers textbook, 1878)
- Ketzerei, ihre Sittlichkeit und ihr Nutzen
- Über die Existenz eines Gottes als Schöpfer und moralischer Herrscher der Welt
- Hat der Mensch eine Seele?
- Jesus, Shelley und Malthus

Vereinigt sind mehrere Schriften in den Political essays und Theological essays. Vgl. The Autobiography of Bradlaugh (London, 1873) und Bradlaughs Biografie von Headingley (London, 1880).